# بری‌وودین
بری‌وودین (انگلیسی: Brivudine) (با نام‌های تجاری Zostex، Mevir، Brivir و غیره) یک داروی ضد ویروسی است که در درمان هرپس زوستر (زونا) به کار می‌رود. این دارو مانند سایر داروهای ضدویروسی، با مهار تکثیر ویروس هدف عمل می کند.

## مصارف پزشکی
بری‌وودین برای درمان هرپس زوستر در بیماران بالغ به کار می‌رود. برخلاف آسیکلوویر، والاسیکلوویر و سایر داروهای ضد ویروسی، یک بار در روز به صورت خوراکی مصرف می‌شود.  یک مطالعه نشان داده است که این دارو از آسیکلوویر مؤثرتر است، اما به دلیل تعارض احتمالی منافع در بخشی از نویسندگان مطالعه، این مورد مورد بحث قرار گرفته است.

## موارد منع مصرف
این دارو در بیمارانی که تحت سرکوب سیستم ایمنی (مثلاً به دلیل پیوند عضو) یا درمان سرطان قرار می‌گیرند، منع مصرف دارد، به‌ویژه با فلوراوراسیل (5-FU) و داروهای مرتبط شیمیایی مانند کپسیتابین و تگافور، و همچنین داروی ضد قارچ، فلوسیتوزین.  که به 5-FU نیز مربوط می شود.  بی خطر بودن آن در کودکان و زنان باردار یا شیرده ثابت نشده است.

## عوارض جانبی
این دارو به طور کلی به خوبی تحمل می‌شود. تنها عارضه جانبی رایج حالت تهوع است (در ۲ درصد از بیماران). عوارض جانبی کمتر شایع (<۱%) شامل سردرد، افزایش یا کاهش شمار سلول‌های خونی (گرانولوسیتوپنی، کم‌خونی، لنفوسیتوز، مونوسیتوز)، افزایش آنزیم‌های کبدی و واکنش‌های آلرژیک است.

## تداخل
بری‌وودین به شدت و در موارد نادر به صورت کشنده با داروی ضد سرطان فلوئورواوراسیل (5-FU)، پیش‌داروها و مواد مرتبط با آن تداخل دارد. حتی استفاده موضعی از 5-FU می‌تواند در ترکیب با بری‌وودین خطرناک باشد. این ناشی از متابولیت اصلی، برومووینیل‌اوراسیل (BVU) است که به‌طور برگشت‌ناپذیر آنزیم دی هیدروپیریمیدین دهیدروژناز (DPD) را که برای غیرفعال کردن 5-FU ضروری است، مهار می‌کند. پس از درمان استاندارد بری‌وودین، عملکرد DPD می‌تواند تا ۱۸ روز به خطر بیفتد. این تداخل با داروی نزدیک به سوری‌وودین که BVU را نیز به عنوان متابولیت اصلی خود دارد، مشترک است.
هیچ تعامل مرتبط دیگری وجود ندارد. بری‌وودین به طور قابل توجهی بر روی آنزیم‌های سیتوکروم P450 در کبد تأثیر نمی‌گذارد.

## مکانیسم عمل
بری‌دودین یک آنالوگ از نوکلئوزید تیمیدین است. ترکیب فعال بری‌وودین 5'-تری فسفات است که در فسفریلاسیون بعدی توسط تیمیدین کیناز ویروسی (اما نه انسانی) و احتمالاً توسط نوکلئوزید-دی فسفات کیناز تشکیل می‌شود. بری‌وودین 5'-تری فسفات به این دلیل کار می‌کند که در DNA ویروسی گنجانده شده است، اما سپس عملکرد DNA پلیمرازها را مسدود می‌کند، بنابراین از تکثیر ویروس جلوگیری می‌کند.